# Rangers Women's Football Club
Pour les articles homonymes, voir Rangers.
Ne pas confondre avec Rangers Football Club, le club masculin
Maillots
Actualités
Rangers Women's Football Club, communément appelé « Glasgow Rangers », est un club féminin de football, fondé en Février 2008 à Glasgow. Il s'agit de la structure féminine du Rangers Football Club, un des deux grands clubs écossais écossais.

## Histoire
Le Rangers Women's Football Club trouve ses origines avec le club de Paisley City Ladies Football Club. Créé lors de la saison 1999-2000 sous le nom de Arthurlie Ladies FC, le Paisley City commence au plus bas niveau du championnat féminin, la troisième division. En 2001-2002 il est déjà monté d'un cran en Division 1. Il y reste jusqu'en 2008. Le club souffre alors de grosses difficultés financières et cherche alors à développer un partenariat avec un autre club.
En 2008, les Rangers créent leur structure féminine rejoignant le schéma des autres grands clubs masculins, Aberdeen, Celtic ou Hibernian. Les Rangers s'appuient alors sur un partenariat avec le Paisley City Ladies Football Club,. Un des coach des équipes de jeunes, Drew Todd, devient le premier entraineur et Jayne Sommerville alors internationale écossaise la première capitaine.
Les Rangers prennent la place de Paisley City en deuxième division écossaise et engage de nombreuses joueuses de ce club. Dès leur première saison, les Rangers remportent le championnat ce qui leur permet d'accéder à la première division. Le club se hisse aussi cette année-là en finale de la Coupe d'Écosse perdant le match contre les championnes d'Écosse en titre Glasgow City sur le score de 5 buts à 0.
En mai 2011, Alana Marshall (en) devient la toute première membre de l'équipe à être sélectionnée en équipe nationale écossaise
En 2014, les Rangers terminent le championnat à la deuxième place. C'est leur meilleur résultat à ce jour.

L'équipe remporte sa première Coupe d'Écosse en 2024.

## Palmarès
- Championnat d'Écosse féminin
  - Vainqueur en 2021-2022
  - Vice-champion en 2023-2024
- Coupe d'Écosse féminine
  - Vainqueur : 2024
  - Finaliste : 2009, 2010 et 2023
- Coupe de la Ligue écossaise féminine
  - Vainqueur : 2022 et 2024
- Championnat d'Écosse féminin de deuxième division
  - Vainqueur : 2009